# Tiển Tĩnh Phong
Tiển Tĩnh Phong (tiếng Trung: 冼靖峰, tiếng Anh: Archie Sin Ching Fung; sinh ngày 15 tháng 5 năm 1998. Là nam ca sĩ sáng tác và diễn viên Hồng Kông, Top 5 của chương trình tìm kiếm tài năng ca hát "Thanh mộng truyền kỳ" mùa 1 của TVB. Hiện tại là nghệ sĩ hợp đồng người quản lý TVB, nam ca sĩ "Âm nhạc Ái Bạo" trực thuộc TVB Music Group. Ngày 11/1/2022 phát hành đơn khúc cá nhân đầu tiên "Sự may mắn của một người" (一個人的幸運), chính thức ra mắt với tư cách cá nhân. Ngày 9/3/2024 đạt hạng 3 trong chương trình "Á Châu siêu tinh đoàn" và thành công ra mắt với nhóm "LOONG 9".

## Trải nghiệm cá nhân

### Cuộc sống trước khi ra mắt
Tiển Tĩnh Phong từng theo học tại trường Tiểu học La Salle và Trung học La Salle. Năm 2019, Tiển Tĩnh Phong tham gia chương trình tìm kiếm tài năng "Toàn dân tạo tinh II" do ViuTV Hồng Kông tổ chức, vòng thi đấu đầu tiên biểu diễn bài hát "Linh hồn gặp gỡ" (靈魂相認), thành công vào top 60, lần tiếp theo biểu diễn bài hát "Tu luyện tình yêu" (修煉愛情), nhưng vì không được cố vấn nào chọn vào nhóm nên bị loại ở top 48, cuối cùng không thành công ra mắt làm ca sĩ. Năm 2020, tốt nghiệp Đại học Hồng Kông với bằng Cử nhân Quản trị Kinh doanh (Kế toán và Tài chính).

### Năm 2020 đến đầu 2023: Tham gia "Thanh mộng truyền kỳ" và ra mắt cá nhân
Trong năm 2020, Tiển Tĩnh Phong tham gia chương trình tìm kiếm tài năng ca hát "Thanh mộng truyền kỳ" do TVB Hồng Kông tổ chức, và chính thức được đào tạo về nhạc pop và biểu diễn sân khấu từ người sáng lập "Học viện âm nhạc Tinh Cách Lưu Hành" - Cao Thần Duy. Trước khi thi đấu anh ấy đã ký hợp đồng hợp đồng người quản lý TVB và hợp đồng ca sĩ với Giải trí Tinh Mộng.
Ngày 19/7/2021, Tiển Tĩnh Phong lấy được số điểm cao nhất từ ban giám khảo nhờ vào bài hát "Điều anh hoài niệm" (我懷念的) trong hiệp 1 đêm chung kết chương trình "Thanh mộng truyền kỳ", cộng thêm số phiếu từ khán giả cuối cùng xếp hạng 4.
Ngày 12-15/8/2021, anh cùng các huấn luyện viên và 14 thí sinh khác biểu diễn 4 ngày trong concert tốt nghiệp "聲·夢飛行 First Live On Stage" tại sân vận động Macpherson Vượng Giác, là concert bán vé công khai đầu tiên mà anh tham gia. Tháng 12 cùng năm, phim âm nhạc học đường TVB "Thanh xuân bản ngã" phát sóng, trong phim đóng vai "Diệp Á Trì", là lần đầu tiên tham gia diễn xuất trong phim truyền hình, và cùng Hà Tấn Lạc hợp tác hát nhạc chủ đề cho phim cùng tên.
Ngày 11/1/2022, Tiển Tĩnh Phong phát hành đơn khúc cá nhân đầu tiên "Sự may mắn của một người" (一個人的幸運), là nam ca sĩ "Âm nhạc Ái Bạo và học viên "Thanh mộng truyền kỳ" đầu tiên ra mắt. Ngày 18 cùng tháng, video biểu diễn bài hát "Đêm tối không đến nữa" (黑夜不再來) mà anh biểu diễn trong tập 9 chương trình "Thanh mộng truyền kỳ" đạt 1 triệu lượt xem trên Youtube. Ngày 1/2/2022, "Sự may mắn của một người" (一個人的幸運) trong ba tuần phá 1 triệu lượt xem, bài hát sau khi phát đài trở thành bài hát quán quân Kình Ca Kinh Khúc và á quân Bảng xếp hạng thịnh hành Kình Bạo Tân Thành.
Tháng 10/2022, Tiển Tĩnh Phong cùng Văn Khải Đình và Phan Tĩnh Văn đọc lời dẫn trong chương trình "Nhạc chủ đề của chúng ta", và cùng Diệp Chấn Đường hợp xướng bài hát "Quên hết tình trong tim" (忘盡心中情).
Vào cuối năm 2022, vai diễn đầu tay "Diệp Á Trì" trong phim "Thanh xuân bản ngã" của Tiển Tĩnh Phong lọt vào danh sách đề cử của hai hạng mục giải thưởng "Nam nhân vật truyền hình được yêu thích nhất" và "Nam phụ xuất sắc nhất" của "Lễ trao giải TVB 2022". Nhạc chủ đề cùng tên phim "Thanh xuân bản ngã" (青春本我) đoạt được giải thưởng "Nhạc chủ đề xuất sắc nhất - quán quân khu vực Hồng Kông" và top 2 "Nhạc chủ đề xuất sắc nhất - quán quân khu vực Châu Á" của "Giải thưởng Hàn Lâm Sáng tạo Châu Á 2022".
Ngày 27/3/2023, Tiển Tĩnh Phong phát hành đơn khúc cá nhân "BUG FIX". Tháng 6 cùng năm, cùng Phan Tĩnh Văn dẫn chương trình âm nhạc "J Music", cũng là lần đầu dẫn chương trình truyền hình.

### Cuối 2023 đến nay: Tham gia "Á Châu siêu tinh đoàn" và ra mắt cùng "Loong 9"
Ngày 9/3/2024 đạt hạng 3 trong chương trình "Á Châu siêu tinh đoàn" và thành công ra mắt với nhóm "LOONG 9".

## Quá trình thi đấu

### Toàn dân tạo tinh II
| Tập | Ngày phát sóng | Bài hát biểu diễn                            | Ghi chú                                                    |
| --- | -------------- | -------------------------------------------- | ---------------------------------------------------------- |
| 7   | 6/10/2019      | 靈魂相認/ Linh hồn gặp gỡ - Trương Kính Hiên | Nhận được 4 đèn xanh từ 5 giám khảo, thành công vào top 60 |
| 19  | 20/10/2019     | 修煉愛情/ Tu luyện tình yêu - Lâm Tuấn Kiệt  | Sau khi vào khu hồi sinh, không thể hồi sinh               |

### Thanh mộng truyền kỳ
| Tập | Ngày phát sóng | Bài hát biểu diễn                                 | Người hát cùng                                                                            | Ghi chú |
| --- | -------------- | ------------------------------------------------- | ----------------------------------------------------------------------------------------- | --- |
| 2   | 17/4/2021      | 櫻花樹下/ Dưới gốc cây anh đào - Trương Kính Hiên | —                                                                                         | Nhận được 14 đèn xanh từ 25 giám khảo, thăng cấp thành công                                                           |
| 3   | 24/4/2021      | 幸福之歌/ Bài ca hạnh phúc - Supper Moment        | —                                                                                         | Thua Viêm Minh Hy 13:12 đèn, thăng cấp thành công                                                                     |
| 5   | 8/5/2021       | 眼色/ Màu mắt - Lý Tuyền                          | Trương Trì Hào                                                                            | Thắng Trương Trì Hào 18:7 đèn, thăng cấp thành công                                                                   |
| 6   | 15/5/2021      | 拼圖/ Xếp hình (bài sáng tác gốc)                 | Diêu Trác Phi, Huỳnh Dịch Bân, Hà Tấn Lạc, Chiêm Thiên Văn, Phan Tĩnh Văn, Trương Trì Hào | Thắng 23:2 đèn, thăng cấp thành công                                                                                  |
| 7   | 22/5/2021      | 單車/ Xe đạp - Trần Dịch Tấn                      | Hà Tấn Lạc, Trương Trì Hào, Phan Tĩnh Văn, Chiêm Thiên Văn, Diêu Trác Phi                 | Thua 3:22 đèn, thăng cấp thành công                                                                                   |
| 9   | 12/6/2021      | 黑夜不再來/ Đêm tối không đến nữa - Trần Dịch Tấn | —                                                                                         | Thua Lâm Trí Lạc 21:4 đèn, thăng cấp thành công                                                                       |
| 10  | 19/6/2021      | 沙沙的雨/ Mưa xào xạc - Lữ Phương                 | Phùng Doãn Khiêm                                                                          | Nhận được 23 đèn xanh từ 25 giám khảo, là số điểm cao nhất trong vòng này, thăng cấp thành công                       |
| 12  | 3/7/2021       | 昨遲人/ Người trì trệ - Hứa Chí An                | —                                                                                         | Nhận được 18 đèn xanh từ 25 giám khảo, thăng cấp thành công                                                           |
| 13  | 17/7/2021      | 怎麼捨得你/ Sao đành để em đi - Trương Học Hữu    | Hà Tấn Lạc                                                                                | Thua Hà Tấn Lạc 13:12 đèn, thăng cấp thành công                                                                       |
| 14  | 19/7/2021      | 我懷念的/ Điều anh hoài niệm - Tôn Yến Tư         | —                                                                                         | Nhận được 19 đèn xanh từ 25 giám khảo, điểm cao nhất hiệp 1, sau khi cộng thêm phiếu bầu từ khán giả đoạt được hạng 4 |

### Á Châu siêu tinh đoàn
| Tập                                                     | Ngày phát sóng | Bài hát biểu diễn                    | Người hát cùng                                                                                                   | Ghi chú |
| ------------------------------------------------------- | -------------- | ------------------------------------ | --- | --- |
| 1                                                       | 25/11/2023     | 節奏 (Tempo)/ Tiết tấu (Tempo) - EXO | Văn Tá Khuông, Từ Nguyên Khôn, Dư Tông Dao, Chu Vĩnh Cường                                                       | Nhận được sao bậc 2, được cộng thêm 10000 phiếu vào giá trị tinh động ấn tượng đầu, xếp hạng 13            |
| 4                                                       | 16/12/2023     | Lydia - F.I.R                        | Hiromu, Roy, La Dịch Kiệt, Dương Dịch Thần, Dư Tông Dao                                                          | Thua, được 17 phiếu bầu tại hiện trường, xếp hạng 55 tổng công diễn 1                                      |
| Công bố xếp hạng lần 1: Hạng 6 (237,365 phiếu bầu)      |                |                                      | | |
| 8                                                       | 13/1/2024      | Renegades                            | Ngải Dục Khôn, Vương Đông Thần, Lâm Triển Thước, Roy, Hách Mộc Ân                                                | Chọn nhóm Vocal, thua, được 40 phiếu bầu tại hiện trường, xếp hạng 14 nhóm Vocal, hạng 42 tổng công diễn 2 |
| Công bố xếp hạng lần 2: Hạng 10 (336,663.85 phiếu bầu)  |                |                                      | | |
| 12                                                      | 17/2/2024      | 初戀/ Tình đầu                       | Trương Hạo Liêm, Huỳnh Tinh Xước, Dư Tông Dao, Đinh Tử Lãng, Âu Phách Hào, Phương Ngọc Hanh, Văn Tá Khuông       | Cả nhóm đạt hạng 7 trong công diễn 3                                                                       |
| Công bố xếp hạng lần 3: Hạng 7 (1,012,064.25 phiếu bầu) |                |                                      | | |
| 14                                                      | 9/3/2024       | 無所畏 More Like This/ Không sợ hãi  | Giang Tín Hy, Lý Quyền Triết, Huỳnh Dịch Bân, Ollie, Doãn Tuấn Lam, Lương Thi Dục, Trương Hạo Liêm, Trần Hâm Hạo | Đạt hạng 3 trong đêm chung kết với 3,331,720.2 phiếu bầu, thành công ra mắt với nhóm LOONG 9               |

## Tác phẩm diễn xuất

### Phim truyền hình/ chiếu mạng
| Năm phát sóng | Kênh phát sóng | Tên phim                        | Vai diễn            |
| ------------- | -------------- | ------------------------------- | ------------------- |
| 2021          | TVB Jade       | 青春本我/ Thanh xuân bản ngã    | Diệp Á Trì (Archie) |
| 2023          | WeTV           | 戀戀紅塵/ Quyến luyến hồng trần | Châu Nghiêu         |
| 2024          | TVB Jade       | 神耆小子/ Tiểu tử thần kỳ       | Triệu Nhất Minh     |

### Chương trình truyền hình
| Năm phát sóng | Kênh phát sóng  | Tên chương trình                                                  | Ghi chú                                                   |
| ------------- | --------------- | ----------------------------------------------------------------- | --------------------------------------------------------- |
| 2019          | ViuTV           | 全民造星II/ Toàn dân tạo tinh II                                  | Thí sinh                                                  |
| 2020          | TVB Jade        | Khánh đài TVB 2020                                                | Khách mời biểu diễn                                       |
| 2021          | TVB Jade        | 聲夢傳奇 第一次召集/ Thanh mộng truyền kỳ Lần triệu tập đầu tiên  | Cùng Lâm Trí Lạc hát "飛花/ Hoa bay"                      |
| 2021          | TVB Jade        | 聲夢傳奇/ Thanh mộng truyền kỳ                                    | Thí sinh (đội đỏ)                                         |
| 2021          | TVB J2          | Staries聲夢定時動態/ Staries Thanh Mộng động thái hẹn giờ         | Chuyện bên lề chương trình "Thanh mộng truyền kỳ"         |
| 2021          | TVB Jade        | 聲夢傳奇 傳奇誕生/ Thanh mộng truyền kỳ Truyền kỳ ra đời          |                                                           |
| 2022          | TVB Jade        | 聲夢JUNIOR/ Thanh mộng Junior                                     | Trợ giáo                                                  |
| 2022          | TVB Jade        | 我們的主題曲/ Nhạc chủ đề của chúng ta                            | Đọc lời dẫn tập 2 - 6 (Cùng Văn Khải Đình, Phan Tĩnh Văn) |
| 2022          | TVB Jade        | 聲夢傳奇2海外踢館賽/ Thanh mộng truyền kỳ 2 Đấu đá sân nước ngoài | Khách mời biểu diễn                                       |
| 2023          | TVB Jade        | J Music                                                           | Dẫn chương trình cùng Phan Tĩnh Văn                       |
| 2023          | TVB Jade, Youku | 亞洲超星團/ Á Châu siêu tinh đoàn                                 | Thực tập sinh siêu tinh                                   |
| 2023          | TVB Jade        | 歡樂滿東華2023/ Hoan lạc mãn Đông Hoa 2023                        | Khách mời biểu diễn                                       |
| 2024          | TVB Jade        | 獎門人春節感謝祭/ Tưởng Môn Nhân lễ cảm tạ ngày Tết               | Khách mời                                                 |

## Tác phẩm âm nhạc

### Đĩa hát cá nhân
| Album | Tên album                              | Loại album | Công ty phát hành | Ngày phát hành | Danh sách bài hát                                              |
| ----- | -------------------------------------- | ---------- | ----------------- | -------------- | -------------------------------------------------------------- |
| 1st   | 一個人的幸運/ Sự may mắn của một người | Đơn khúc   | TMG, AAM          | 20/4/2024      | Danh sách bài hát LP 1. 一個人的幸運/ Sự may mắn của một người |

### Đơn khúc
| Ngày phát hành | Bài hát                                                 | Viết nhạc                                        | Viết lời                                | Biên khúc                                        | Giám chế                 | Ghi chú |
| Năm 2021       | Năm 2021                                                | Năm 2021                                         | Năm 2021                                | Năm 2021                                         | Năm 2021                 | Năm 2021 |
| -------------- | ------------------------------------------------------- | ------------------------------------------------ | --------------------------------------- | ------------------------------------------------ | ------------------------ | --- |
| 5/4            | 造夢時學會飛行/ Học được cách bay khi theo đuổi ước mơ  | Từ Lạc Thương                                    | Trương Mỹ Hiền                          | Johnny Yim                                       | Vi Cảnh Vân, Hà Triết Đồ | Nhạc chủ đề "Thanh mộng truyền kỳ" Hát cùng toàn thể học viên Thanh mộng truyền kỳ mùa 1                                       |
| 11/7           | 奪金/ Đoạt Kim                                          | Trắc Điền                                        | Vương Tổ Lam                            | Dough-Boy                                        | Trắc Điền, Erik Kwok     | Nhạc chủ đề "Olympic 2020" TVB Hát cùng toàn thể huấn luyện viên và học viên Thanh mộng truyền kỳ mùa 1                        |
| 12/5           | 快啲快啲/ Nhanh lên nhanh lên                           | Johnny Yim                                       | Lý Mẫn, Bành Gia Duy                    | Johnny Yim                                       | Johnny Yim               | Nhạc đệm phim TVB "Thanh xuân bản ngã" Hát cùng các diễn viên chính của phim                                                   |
| Năm 2022       |                                                         |                                                  |                                         |                                                  |                          | |
| 11/1           | 一個人的幸運/ Sự may mắn của một người                  | Ngũ Trác Hiền                                    | Du Tư Hành                              | Ngũ Trác Hiền                                    | Ngũ Trác Hiền            | Đơn khúc cá nhân đầu tiên |
| 17/1           | 青春不要臉/ Thanh xuân đừng sĩ diện                     | Từ Lạc Thương                                    | Dương Hy                                | Từ Lạc Thương                                    | Lưu Dịch Thăng           | Nhạc chủ đề phim TVB "Bản lĩnh tuổi trẻ" Hát cùng Chung Nhu Mỹ, Chiêm Thiên Văn, Lâm Chỉ Nghệ, Trương Trì Hào, Tiển Tĩnh Phong |
| 1/2            | 一起向未來/ Cùng hướng đến tương lai                    | Thường Thạch Lỗi                                 | Vương Bình Cửu                          | Thất Cửu                                         | Triệu Tăng Hy            | Nhạc chủ đề Thế vận hội Mùa đông 2022 Hát cùng nhiều nghệ sĩ                                                                   |
| 19/2           | 獅子山下 同心抗疫/ Dưới núi Sư Tử, đồng lòng chống dịch | Cố Gia Huy                                       | Lư Vĩnh Cường                           | Huỳnh An Hoằng                                   | Ngũ Trọng Hành           | Bài hát chống dịch do TVB sản xuất để hưởng ứng làn sóng COVID-19 lần thứ năm ở Hong Kong Hát cùng nhiều nghệ sĩ               |
| 27/2           | 夢想這信仰/ Mơ tưởng tín ngưỡng này                     | Andy Schaub                                      | Tiển Tĩnh Phong/ Thái Khải Dĩnh         | Nic Tsui                                         | Vương Song Tuấn          | Nhạc chủ đề "Thanh mộng Junior" Hát cùng Thái Khải Dĩnh, Hà Tấn Lạc, Lâm Quân Liên, Văn Khải Đình                              |
| 16/3           | 是日運氣/ Hôm nay may mắn                               | Đồ Dục Lân                                       | Oscar Lý Văn Hy                         | Nick Wong                                        | Eric Kwok                | Hát cùng Đồ Dục Lân |
| 18/9           | 青春作風/ Tác phong tuổi trẻ                            | Ngũ Lạc Thành                                    | Trương Sở Kiều                          | Ngũ Lạc Thành @RNLS                              | Ngũ Lạc Thành @RNLS      | Hát cùng Diêu Trác Phi, Chung Nhu Mỹ, Trương Trì Hào                                                                           |
| 24/9           | Hat trick                                               | Michael James Down, Will Taylor, Primoz Poglajen | Lâm Bảo                                 | Michael James Down, Will Taylor, Primoz Poglajen | Châu Tích Hán            | Hát cùng các học viên Thanh mộng truyền kỳ 1, 2                                                                                |
| 16/10          | 忘盡心中情/ Quên hết tình trong tim                     | Cố Gia Huy                                       | Huỳnh Thiêm                             | Johnny Yim                                       | Johnny Yim               | Nhạc chủ đề phim TVB "Tô Khất Nhi", nằm trong album "Kỷ niệm 55 năm TVB Kinh điển ‧ Truyền thừa" Hát cùng Diệp Chấn Đường      |
| Năm 2023       |                                                         |                                                  |                                         |                                                  |                          | |
| 27/3           | BUG FIX                                                 | Hà Gia Minh                                      | Lâm Bảo                                 | Adrian Chan, Hà Gia Minh                         | Adrian Chan              | Đơn khúc cá nhân thứ hai |
| 13/11          | 閃耀/ Shining                                           | Hứa Vinh Trăn (SBMS)                             | Lữ Dịch Thu (SBMS)                      |                                                  |                          | Nhạc chủ đề chương trình "Á Châu siêu tinh đoàn" Hát cùng các thí sinh của chương trình                                        |
| 4/12           | 拼圖/ Xếp hình                                          | Trương Trì Hào                                   | Các học viên Thanh mộng truyền kỳ mùa 1 | Johnny Yim                                       | Lưu Dịch Thăng           | Nhạc chủ đề concert "Thanh Mộng Phi Hành What We Become Live 2023" Hát cùng các học viên Thanh mộng truyền kỳ mùa 1            |
| 15/12          | 如果只有這一瞬間/ Nếu như chỉ có một khoảnh khắc này    | Tiển Tĩnh Phong                                  | Tiển Tĩnh Phong                         | Phó Đan Bân                                      | Diệp Tiến Hiền           | Nhạc đệm phim "Quyến luyến hồng trần"                                                                                          |
| Năm 2024       |                                                         |                                                  |                                         |                                                  |                          | |
| 31/1           | 本尊不是我/ Bản tôn không phải ta                       | Từ Lạc Thương                                    | Dương Hy                                | Từ Lạc Thương                                    | Lưu Dịch Thăng           | Nhạc chủ đề phim TVB "Bản tôn vào chỗ"                                                                                         |

### Bài hát sáng tác cho người khác
| Ngày phát hành | Bài hát                                                                     | Ca sĩ                           | Phần tham gia | Ghi chú |
| -------------- | --------------------------------------------------------------------------- | ------------------------------- | ------------- | --- |
| 5/12/2021      | 兄弟幫 (Basketball Battle Dance Version)/ Hội anh em (Bản nhảy đấu bóng rổ) | Trương Trì Hào, Lưu Triển Đình  | Nhạc          | Viết nhạc cùng Trương Trì Hào, Lâm Quân Liên, Lưu Triển Đình Nhạc đệm phim TVB "Thanh xuân bản ngã"                 |
| 12/12/2021     | 傻人/ Kẻ ngốc                                                               | Chung Nhu Mỹ                    | Lời           | Viết lời cùng Lý Mẫn Nhạc đệm phim TVB "Thanh xuân bản ngã"                                                         |
| 18/6/2022      | 我超越我/ Tôi vượt qua tôi                                                  | Học viên Thanh mộng truyền kỳ 2 | Lời           | Viết lời cùng Trương Trì Hào, Lâm Quân Liên, Hà Tấn Lạc, Dương Hy Nhạc chủ đề chương trình "Thanh mộng truyền kỳ 2" |
| 12/11/2022     | 攜手創無限/ Chung tay sáng tạo không giới hạn                               | Nhiều nghệ sĩ                   | Lời           | Viết lời cùng Dương Hy Nhạc chủ đề "Khánh đài TVB lần thứ 55"                                                       |

### Thành tích bài hát phát đài
| Thành tích bài hát phát đài (5 đài)        | Thành tích bài hát phát đài (5 đài)    | Thành tích bài hát phát đài (5 đài) | Thành tích bài hát phát đài (5 đài) | Thành tích bài hát phát đài (5 đài) | Thành tích bài hát phát đài (5 đài) | Thành tích bài hát phát đài (5 đài) | Thành tích bài hát phát đài (5 đài) |
| ------------------------------------------ | -------------------------------------- | ----------------------------------- | ----------------------------------- | ----------------------------------- | ----------------------------------- | ----------------------------------- | ----------------------------------- |
| Đĩa hát                                    | Bài hát                                | 903                                 | RTHK                                | 997                                 | TVB                                 | ViuTV                               | Ghi chú                             |
| Năm 2021                                   |                                        |                                     |                                     |                                     |                                     |                                     |                                     |
| —                                          | 奪金/ Đoạt kim                         | -                                   | ×                                   | ×                                   | 1                                   | ×                                   | Bài hát quán quân đầu tiên          |
| Năm 2022                                   |                                        |                                     |                                     |                                     |                                     |                                     |                                     |
| —                                          | 一個人的幸運/ Sự may mắn của một người | -                                   | -                                   | 2                                   | 1                                   | ×                                   |                                     |
| —                                          | 是日運氣/ Hôm nay may mắn              | -                                   | -                                   | 15                                  | 3                                   | ×                                   |                                     |
| —                                          | 夢想這信仰/ Mơ tưởng tín ngưỡng này    | ×                                   | ×                                   | ×                                   | -                                   | ×                                   |                                     |
| —                                          | 青春作風/ Tác phong tuổi trẻ           | -                                   | -                                   | -                                   | -                                   | ×                                   |                                     |
| —                                          | Hat Trick                              | -                                   | -                                   | -                                   | 1                                   | ×                                   |                                     |
| Kỷ niệm 55 năm TVB Kinh điển ‧ Truyền thừa | 忘盡心中情/ Quên hết tình trong tim    | -                                   | -                                   | -                                   | -                                   | ×                                   |                                     |
| Kỷ niệm 55 năm TVB Kinh điển ‧ Truyền thừa | 上海灘/ Bến Thượng Hải                 | -                                   | -                                   | -                                   | -                                   | ×                                   |                                     |
| Năm 2023                                   |                                        |                                     |                                     |                                     |                                     |                                     |                                     |
| —                                          | BUG FIX                                | -                                   | ×                                   | 5                                   | 4                                   | ×                                   |                                     |
| —                                          | 拼圖/ Xếp hình                         | -                                   | -                                   | -                                   | -                                   | ×                                   |                                     |
| Năm 2024                                   |                                        |                                     |                                     |                                     |                                     |                                     |                                     |
| —                                          | 本尊不是我/ Bản tôn không phải ta      | ×                                   | ×                                   | ×                                   | -                                   | ×                                   |                                     |

| Tổng số bài quán quân các đài | Tổng số bài quán quân các đài | Tổng số bài quán quân các đài | Tổng số bài quán quân các đài | Tổng số bài quán quân các đài | Tổng số bài quán quân các đài  |
| 903                           | RTHK                          | 997                           | TVB                           | ViuTV                         | Ghi chú                        |
| ----------------------------- | ----------------------------- | ----------------------------- | ----------------------------- | ----------------------------- | ------------------------------ |
| 0                             | 0                             | 0                             | 3                             | 0                             | Tổng số bài quán quân 5 đài：0 |
| 0                             | 0                             | 0                             | 0                             | 0                             | Tuần quán quân                 |

- （*）Đang lên bảng
- （-）Chưa thể lên bảng
- （×）Không có phát đài

## Concert

### Concert phi cá nhân
| Ngày           | Tên concert | Số sân | Nơi tổ chức                                                       | Đơn vị tổ chức                                                                                       | Ghi chú                                                                                 |
| -------------- | --- | ------ | ----------------------------------------------------------------- | --- | --------------------------------------------------------------------------------------- |
| 30/6/2021      | Bách niên vạn hoa - Đêm hội văn nghệ kỷ niệm 100 năm Ngày thành lập Đảng Cộng sản Trung Quốc và kỷ niệm 24 năm Hồng Kông trở về tổ quốc | 1      | Sân vận động Hồng Kông Hồng Khám                                  | Hội ủy viên hoạt động thanh thiếu niên các giới Hồng Kông, Hội ủy viên khánh điển các giới Hồng Kông | Tham dự cùng nhiều nghệ sĩ                                                              |
| 12 - 15/8/2021 | Thanh · Mộng Phi Hành First Live On Stage                                                                                               | 4      | Sân vận động Macpherson Vượng Giác                                | TVB, Giải trí Tinh Mộng                                                                              | Concert tốt nghiệp Thanh mộng truyền kỳ mùa 1                                           |
| 23/11/2022     | Fubon GO x Thanh mộng truyền kỳ "Xướng xuất sơ tâm"                                                                                     | 1      | Sảng tiệc Quảng trường Mira                                       | Ngân hàng Phú Bang (Hồng Kông)                                                                       | Cùng Hà Tấn Lạc, Trương Trì Hào hát "浮誇/ Khoa trương"                                 |
| 1/1/2022       | Concert Thanh mộng duy cảng Party Together 2022                                                                                         | 1      | Không gian hoạt động ven biển Trung Hoàn                          | NEW TV                                                                                               | Tham gia cùng các ca sĩ Giải trí Tinh Mộng và Âm nhạc Ái Bạo (ngoại trừ Huỳnh Dịch Bân) |
| 26/9/2022      | Autumn Bliss | 1      | Trực tiếp trên MiFaShow                                           | TVB Music Group                                                                                      | Tham gia cùng Trương Trì Hào, Lâm Quân Liên, Hà Tấn Lạc                                 |
| 1/10/2022      | Đêm hội văn nghệ đồng bào Hồng Kông chúc mừng kỷ niệm 73 năm thành lập Nước Cộng hòa Nhân dân Trung Hoa                                 | 1      | Sân vận động Hồng Kông Hồng Khám                                  | Chính phủ đặc khu hành chính Hồng Kông                                                               | Tham gia cùng các học viên "Thanh mộng truyền kỳ" (trừ Huỳnh Dịch Bân, Lâm Quân Liên)   |
| 22/10/2022     | Concert Lễ hội âm nhạc Hoa Nhân 100+: A Tể và những người bạn II                                                                        | 1      | Sảnh âm nhạc Trung tâm Văn hóa Hồng Kông                          | Công ty TNHH Quỹ Hoa Nhân                                                                            | Tham dự cùng nhiều nghệ sĩ                                                              |
| 21/12/2023     | Thanh Mộng Phi Hành WHAT WE BECOME LIVE 2023                                                                                            | 1      | Star Hall Trung tâm triển lãm và thương mại quốc tế Vịnh Cửu Long | TVB, Âm nhạc Ái Bạo                                                                                  | Concert kỷ niệm 1000 ngày sau tốt nghiệp của các học viên Thanh mộng truyền kỳ mùa 1    |

### Khách mời concert
| Ngày            | Tên concert                                     | Số sân | Nơi tổ chức                                                       | Đơn vị tổ chức                    | Ghi chú |
| --------------- | ----------------------------------------------- | ------ | ----------------------------------------------------------------- | --------------------------------- | --- |
| 5/10/2021       | VINCY Vịnh Nhi INTO THE THORNS LIVE             | 1      | Trên mạng                                                         | Vịnh Nhi                          | Tham dự cùng Lâm Quân Liên                                                                                               |
| 16 - 17/10/2021 | Concert Tái Cảo Hoa Thần của Ngũ Trọng Hành     | 2      | Star Hall Trung tâm triển lãm và thương mại quốc tế Vịnh Cửu Long | Giải trí Mộc Hỏa, NH5, Red Carpet | Tham dự cùng Chung Nhu Mỹ                                                                                                |
| 2 - 3/9/2022    | Liêu Quốc Mẫn x Johnny Yim \| Thời Quang Mạn Du | 1      | Sảnh âm nhạc Trung tâm Văn hóa Hồng Kông                          | HKPO                              | Tham dự cùng Viêm Minh Hy, Chiêm Thiên Văn                                                                               |
| 26/3/2023       | Concert tuần diễn "Sơ • Ngộ" Ngô Nhược Hy       | 1      | Nhà hát Nam Hải, Phật Sơn                                         | Giải trí Bảo Huy                  | Cùng Ngô Nhược Hy hát "知己/ Tri kỷ", đơn ca "一個人的幸運/ Sự may mắn của một người", "餓狼傳說/ Truyền thuyết sói đói" |

## Giải thưởng và đề cử
| Năm  | Đơn vị phát thưởng                       | Giải thưởng                                 | Tác phẩm                                                 | Kết quả                                                         |
| ---- | ---------------------------------------- | ------------------------------------------- | -------------------------------------------------------- | --------------------------------------------------------------- |
| 2022 | Lễ trao giải TVB 2021                    | Ca khúc truyền hình được yêu thích nhất     | "造夢時學會飛行/ Học được cách bay khi theo đuổi ước mơ" | Đoạt giải cùng các học viên Thanh mộng truyền kỳ                |
| 2022 | Lễ trao giải TVB 2021                    | Ca khúc truyền hình được yêu thích nhất     | "奪金/ Đoạt Kim"                                         | Đề cử cùng các huấn luyện viên và học viên Thanh mộng truyền kỳ |
| 2022 | Giải thưởng Hàn Lâm Sáng tạo Châu Á 2022 | Nhạc chủ đề xuất sắc nhất khu vực Hồng Kông | "青春本我/ Thanh xuân bản ngã"                           | Đoạt giải cùng Hà Tấn Lạc                                       |
| 2022 | Giải thưởng Hàn Lâm Sáng tạo Châu Á 2022 | Nhạc chủ đề xuất sắc nhất khu vực Châu Á    | "青春本我/ Thanh xuân bản ngã"                           | Top 2 cùng Hà Tấn Lạc                                           |
| 2023 | Lễ trao giải TVB 2022                    | Ca khúc truyền hình được yêu thích nhất     | "青春本我/ Thanh xuân bản ngã"                           | Top 10                                                          |
| 2023 | Lễ trao giải TVB 2022                    | Ca khúc truyền hình được yêu thích nhất     | "快啲快啲/ Nhanh lên nhanh lên"                          | Đề cử                                                           |
| 2023 | Lễ trao giải TVB 2022                    | Ca khúc truyền hình được yêu thích nhất     | "兄弟幫/ Hội anh em"                                     | Đề cử                                                           |
| 2023 | Lễ trao giải TVB 2022                    | Ca khúc truyền hình được yêu thích nhất     | "青春不要臉/ Thanh xuân đừng sĩ diện"                    | Đề cử                                                           |
| 2023 | Lễ trao giải TVB 2022                    | Ca khúc truyền hình được yêu thích nhất     | "夢想這信仰/ Mơ tưởng tín ngưỡng này"                    | Đề cử                                                           |
| 2023 | Lễ trao giải TVB 2022                    | Nam nhân vật được yêu thích nhất            | "Thanh xuân bản ngã" vai Diệp Á Trì                      | Đề cử                                                           |
| 2023 | Lễ trao giải TVB 2022                    | Nam phụ xuất sắc nhất                       | "Thanh xuân bản ngã" vai Diệp Á Trì                      | Đề cử                                                           |
| 2023 | JOOX TOP MUSIC AWARDS 2022               | Bảng xếp hạng bài hát toàn cầu              | "一個人的幸運/ Sự may mắn của một người"                 | Hạng 2                                                          |
| 2024 | Lễ trao giải Tân Thành kình bạo 2023     | Ca sĩ/ nhóm/ban nhạc xuất sắc nhất          | —                                                        | Đề cử                                                           |
| 2024 | Lễ trao giải Tân Thành kình bạo 2023     | Ca khúc xuất sắc nhất                       | "BUG FIX"                                                | Đề cử                                                           |
| 2024 | Lễ trao giải TVB 2023                    | Người mới có tiềm chất nhất                 | —                                                        | Đoạt giải                                                       |

## Tư liệu tham khảo
1. ↑  李婉文 (ngày 28 tháng 9 năm 2021). "聲夢傳奇｜冼靖峰Archie餅印家人曝光 高材生胞弟文質彬彬引關注". 香港01 (bằng tiếng Trung). Truy cập ngày 3 tháng 2 năm 2024.
2. ↑  劉傳謙 (ngày 6 tháng 11 năm 2021). "何麗全唔想炎明熹姚焯菲有爭獎壓力：最重要係聽眾鍾意啲歌". 香港01 (bằng tiếng Trung). Truy cập ngày 6 tháng 2 năm 2024.
3. ↑  "聲夢傳奇｜冼靖峰新相臉部明顯長肉圓潤不少 自爆曾是200磅肥仔 | 最新娛聞". 東方新地 (bằng tiếng Anh). ngày 16 tháng 1 năm 2023. Truy cập ngày 3 tháng 2 năm 2024.
4. ↑  劉傳謙 (ngày 20 tháng 11 năm 2020). "《聲夢傳奇》15位參賽者亮相TVB台慶 《造星II》淘汰者再度參賽". 香港01 (bằng tiếng Trung). Truy cập ngày 6 tháng 2 năm 2024.
5. ↑  新假期 (ngày 4 tháng 1 năm 2021). "冼靖峰Archie《造星2》被foul改戰《聲夢傳奇》 喇沙出身曾達200磅體重". 新假期 (bằng tiếng Anh). Truy cập ngày 6 tháng 2 năm 2024.
6. ↑  "【星格★蹤】聲夢傳奇 - 冼靖峰Archie". 星格流行音樂學院 Starry World Music Academy｜學唱歌｜唱歌班｜歌唱導師｜唱歌技巧｜歌唱課程 (bằng tiếng Anh). ngày 15 tháng 4 năm 2021. Truy cập ngày 6 tháng 2 năm 2024.
7. ↑  黃梓恒 (ngày 9 tháng 7 năm 2021). "聲夢傳奇｜樂易玲親自解釋合約 全部學員已簽經理人加星夢約". 香港01 (bằng tiếng Trung). Truy cập ngày 6 tháng 2 năm 2024.
8. ↑  "《聲夢傳奇》8月麥花臣齊腳開騷 下周一5強激戰 冠軍難測 - 晴報 - 娛樂 - 中港台". skypost.ulifestyle.com.hk (bằng tiếng Trung). Truy cập ngày 6 tháng 2 năm 2024.
9. ↑  "食住個勢！無綫為《聲夢》舉行演唱會 15位參賽者總動員出場". on.cc東網 (bằng tiếng Trung). ngày 14 tháng 7 năm 2021. Truy cập ngày 6 tháng 2 năm 2024.
10. ↑  "何晉樂為《聲夢》畢業騷減肥 冼靖峰勤健身想騷肌 - 20210811 - SHOWBIZ". 明報 Our Lifestyle (bằng tiếng Trung). Truy cập ngày 6 tháng 2 năm 2024.
11. ↑  香港經濟日報HKET. "【聲夢傳奇】冼靖峰成首位出單曲男學員 Archie相信堅持理想終可圓夢 - 香港經濟日報 - TOPick - 娛樂". 香港經濟日報HKET (bằng tiếng Trung). Truy cập ngày 6 tháng 2 năm 2024.
12. ↑  "【TVB頒獎禮】何晉樂冼靖峰獲提名超興奮 文凱婷支持拍檔林敏聰攞視帝". www.bastillepost.com. ngày 8 tháng 1 năm 2023. Truy cập ngày 28 tháng 3 năm 2024.
13. ↑  "Archie冼靖峰推出新歌《BUG FIX》 望歌手演員雙線發展". www.bastillepost.com. ngày 9 tháng 5 năm 2023. Truy cập ngày 28 tháng 3 năm 2024.
14. ↑  "聲夢傳奇｜冼靖峰Archie挑戰快歌擺脫慢情歌王子形象 同屆學員各有發展：與自己比較 - 晴報 - 娛樂 - 中港台". skypost.hk (bằng tiếng Trung). Truy cập ngày 28 tháng 3 năm 2024.
15. ↑  "亞洲超星團總決賽｜男團LOONG 9出道 3成員為香港代表 (21:56) - 20240309 - SHOWBIZ". 明報 Our Lifestyle (bằng tiếng Trung). Truy cập ngày 28 tháng 3 năm 2024.
16. ↑  "《歡樂滿東華2023》12大表演率先睇！靚仔靚女總動員 加插4個大戲環節 | 最新娛聞". 東方新地 (bằng tiếng Anh). ngày 15 tháng 12 năm 2023. Truy cập ngày 29 tháng 1 năm 2024.
17. ↑  "獎門人︱《亞洲超星團》突襲 陳懿德誤咀余宗遙". on.cc東網 (bằng tiếng Trung). ngày 22 tháng 1 năm 2024. Truy cập ngày 29 tháng 1 năm 2024.
18. ↑  "明周娛樂 MP Weekly 炎明熹新歌《複雜》上架38分鐘登榜首 Johnny Yim：太有歌唱天分" (bằng tiếng Trung). ngày 31 tháng 1 năm 2022. Lưu trữ bản gốc ngày 31 tháng 1 năm 2022. Truy cập ngày 31 tháng 1 năm 2022.
19. ↑  "《聲夢》歌手連同蘇永康　舞台上一起追夢". YouTube. 通視. ngày 1 tháng 7 năm 2021. Truy cập ngày 7 tháng 8 năm 2022.
20. ↑  劉傳謙 (ngày 14 tháng 8 năm 2021). "聲夢演唱會｜譚詠麟突襲後台　對學員有信心：佢哋抗壓能力好強". 香港01 (bằng tiếng Trung). Lưu trữ bản gốc ngày 15 tháng 8 năm 2021. Truy cập ngày 11 tháng 9 năm 2021.
21. ↑  胡凱欣 (ngày 15 tháng 12 năm 2023). "《聲夢傳奇》15位歌手再舉辦演唱會 After Class齊人現身勁難得". 香港01 (bằng tiếng Trung). Truy cập ngày 12 tháng 1 năm 2024.
22. ↑  "同《聲夢》學員再聚！泳兒搵林君蓮冼靖峰玩Crossover". on.cc東網 (bằng tiếng Trung). ngày 9 tháng 10 năm 2021. Truy cập ngày 18 tháng 1 năm 2024.
23. ↑  "NATIONAL WINNERS 2022" (PDF). Asian Academy Creative Awards. ngày 30 tháng 9 năm 2022. tr. 28. Lưu trữ (PDF) bản gốc ngày 13 tháng 11 năm 2022. Truy cập ngày 1 tháng 10 năm 2022.
24. ↑  "亞洲影藝創意大獎︱TVB奪15項殊榮 曾志偉：揚威全世界". on.cc 東網. ngày 7 tháng 10 năm 2022. Lưu trữ bản gốc ngày 8 tháng 10 năm 2022. Truy cập ngày 8 tháng 10 năm 2022.
25. ↑  "亞洲影藝創意大獎︱TVB奪15項殊榮 曾志偉：揚威全世界". on.cc東網 (bằng tiếng Trung). ngày 7 tháng 10 năm 2022. Truy cập ngày 18 tháng 1 năm 2024.